# Angela Mortimer
Florence Angela Margaret Mortimer Barrett (* 21. April 1932 in Plymouth) ist eine ehemalige englische Tennisspielerin.

## Karriere
Ihren ersten großen Erfolg hatte sie 1955, als sie die französischen Meisterschaften im Dameneinzel und den Doppelbewerb in Wimbledon gewinnen konnte. Sie gewann die australischen Meisterschaften 1958 im Einzel und stand im gleichen Jahr gegen Althea Gibson im Finale von Wimbledon, das sie allerdings verlor.
Im Jahr 1961 triumphierte sie dann in Wimbledon, als sie im Endspiel gegen ihre Landsfrau Christine Truman gewinnen konnte. Die Leistung von Angela Mortimer ist umso höher zu bewerten, da sie mit einem großen Handicap zu kämpfen hatte. Sie war sehr schwerhörig und konnte das Aufspringen des Balles nicht hören.
Seit 1967 ist sie mit dem Sportjournalist John Barrett verheiratet. Im Jahr 1993 wurde sie in die Hall of Fame des Tennissports aufgenommen.